# Metro Station
Metro Station war eine vierköpfige US-amerikanische Pop-Rock- und Elektropop-Band aus Los Angeles, die 2006 gegründet wurde und sich offiziell am 23. März 2010 trennte.

## Geschichte
2006 lernten sich Trace Cyrus und Mason Musso in Los Angeles kennen. Die Verbindung kam über die Disney-Serie Hannah Montana zu Stande: Traces Halbschwester Miley Cyrus und Masons jüngerer Bruder Mitchel Musso spielen dort Hauptrollen. Mit Blake Healy zusammen gründeten sie die Musikgruppe Metro Station und nahmen ihr erstes Lied Seventeen Forever auf. Über MySpace wurde das Lied populär und verschaffte ihnen nicht nur einen Plattenvertrag bei Columbia Records, sondern es bot sich ihnen auch Anthony Improgo als Schlagzeuger und viertes Bandmitglied an.
Innerhalb eines Jahres produzierten sie ihr selbstbetiteltes Debütalbum, das letztlich im September 2007 veröffentlicht wurde. Damit konnten sie sich Ende 2007 in den Top 10 der „Electronic-Album-Charts“ platzieren und auch monatelang halten, aber sowohl Kelsey als auch Control als Single-Auskopplungen blieben erfolglos und gelangten nicht in die Charts. Die Popularität von Metro Station stieg erst ab Mitte 2008, aufgrund des Titels Shake It. Im April 2008 stieg dieser in die offiziellen US-Charts ein, und arbeitete sich Woche für Woche nach oben, bis in die Top 10. Daraufhin schaffte es auch das Album in die offiziellen Verkaufscharts. Konzerte und Touren mit bekannteren Bands wie Panic! at the Disco oder Good Charlotte waren die Folge.
2009 verließ Blake Healy die Band und Anfang März 2010 wurde auf der Website bekanntgegeben, dass auch Anthony Improgo nicht mehr der Band angehört. Vom Ende von Metro Station wurde offiziell zwar nicht gesprochen, ein geplanter Festivalauftritt des verbliebenen Duos Musso und Cyrus eineinhalb Monate später wurde aber abgesagt. Offiziell hatte sich die Band am 23. März 2010 getrennt, nachdem es Konflikte zwischen Musso und Cyrus gegeben hatte. Cyrus startete daraufhin ein Soloprojekt namens 'Ashland High', während Musso die Rechte für den Namen „Metro Station“ behielt.

### Neuformierung
Am 31. Mai 2011 veröffentlichte Musso auf seinem persönlichen Youtube-Kanal „metrostation2011“ die erste Single nach der Neuformierung. Am 20. Juli des gleichen Jahres teilte Musso auf Twitter mit, dass er mit Anthony Improgo und Blake Healy an einem neuen Metro-Station-Album arbeite. Am 25. September veröffentlichte Musso dann das Lied Closer and Closer, das bei Blake Healy geschrieben wurde. Am 20. November präsentierten sie schließlich bei den American Music Awards Songs aus ihrem neuen Album.

### Wiederkehr von Trace Cyrus
Am 13. August 2013 kehrte Trace Cyrus, der die Band vier Jahre zuvor verlassen hatte, wieder zurück. Die Band veröffentlichte daraufhin die neue Single Love & War. 
Sie gingen mit The Ready Set, The Downtown Fiction, and Against the Current auf The Outsider Tour. 
Am 28. Oktober 2014 wurde das Video zur Single She likes Girls veröffentlicht. 2015 waren sie Bestandteil der Warped Tour, auf welcher sie bei jedem Termin einen Auftritt haben sollen.
Am 30. Juni 2015 veröffentlichten sie das aktuelle Album Savior.

## Diskografie

### Studioalben
| Jahr | Titel         | Höchstplatzierung, Gesamtwochen, AuszeichnungChartplatzierungen (Jahr, Titel, Platzierungen, Wochen, Auszeichnungen, Anmerkungen) | Höchstplatzierung, Gesamtwochen, AuszeichnungChartplatzierungen (Jahr, Titel, Platzierungen, Wochen, Auszeichnungen, Anmerkungen) | Höchstplatzierung, Gesamtwochen, AuszeichnungChartplatzierungen (Jahr, Titel, Platzierungen, Wochen, Auszeichnungen, Anmerkungen) | Höchstplatzierung, Gesamtwochen, AuszeichnungChartplatzierungen (Jahr, Titel, Platzierungen, Wochen, Auszeichnungen, Anmerkungen) | Höchstplatzierung, Gesamtwochen, AuszeichnungChartplatzierungen (Jahr, Titel, Platzierungen, Wochen, Auszeichnungen, Anmerkungen) | Anmerkungen                              |
| Jahr | Titel         | DE | AT | CH | UK | US | Anmerkungen                              |
| ---- | ------------- | --- | --- | --- | --- | --- | ---------------------------------------- |
| 2007 | Metro Station | DE27 (5 Wo.)DE | AT29 (7 Wo.)AT | CH88 (2 Wo.)CH | UK35 (5 Wo.)UK | US39 (14 Wo.)US | Erstveröffentlichung: 18. September 2007 |
| 2015 | Savior        | — | — | — | — | — | Erstveröffentlichung: 30. Juni 2015      |

### EPs
- 2006: The Questions We Ask at Night
- 2009: Kelsey – EP
- 2013: Middle of the Night – EP
- 2014: Gold – EP

### Singles
| Jahr | Titel Album                     | Höchstplatzierung, Gesamtwochen, AuszeichnungChartplatzierungen (Jahr, Titel, Album, Platzierungen, Wochen, Auszeichnungen, Anmerkungen) | Höchstplatzierung, Gesamtwochen, AuszeichnungChartplatzierungen (Jahr, Titel, Album, Platzierungen, Wochen, Auszeichnungen, Anmerkungen) | Höchstplatzierung, Gesamtwochen, AuszeichnungChartplatzierungen (Jahr, Titel, Album, Platzierungen, Wochen, Auszeichnungen, Anmerkungen) | Höchstplatzierung, Gesamtwochen, AuszeichnungChartplatzierungen (Jahr, Titel, Album, Platzierungen, Wochen, Auszeichnungen, Anmerkungen) | Höchstplatzierung, Gesamtwochen, AuszeichnungChartplatzierungen (Jahr, Titel, Album, Platzierungen, Wochen, Auszeichnungen, Anmerkungen) | Anmerkungen                             |
| Jahr | Titel Album                     | DE | AT | CH | UK | US | Anmerkungen                             |
| ---- | ------------------------------- | --- | --- | --- | --- | --- | --------------------------------------- |
| 2008 | Shake It Metro Station          | DE9 Gold · (19 Wo.)DE | AT9 (18 Wo.)AT | CH25 (18 Wo.)CH | UK6 Platin · (26 Wo.)UK | US10 ×2Gold (Mastertone) + Doppelplatin · (30 Wo.)US                                                                                     | Erstveröffentlichung: 7. März 2008      |
| 2008 | Seventeen Forever Metro Station | DE61 (3 Wo.)DE | AT57 (1 Wo.)AT | — | UK89 (1 Wo.)UK | US42 Gold · (6 Wo.)US | Erstveröffentlichung: 13. Dezember 2008 |

Weitere Singles
- 2007: Kelsey
- 2007: Control
- 2009: Japanese Girl
- 2009: Time to Play
- 2010: Where’s My Angel
- 2011: Ain’t So High
- 2011: Closer and Closer
- 2013: Everytime I Touch You
- 2013: I Don’t Know You
- 2014: Love & War
- 2015: Getting Over You (feat. Ronnie Radke)

## Auszeichnungen

### Auszeichnungen für Musikverkäufe
| Goldene Schallplatte - Kanada - 2010: für das Album Metro Station - Neuseeland - 2008: für die Single Shake It - 2022: für das Album Metro Station Platin-Schallplatte - Kanada - 2009: für den Ringtone Shake It | 2× Platin-Schallplatte - Australien - 2009: für die Single Shake It 3× Platin-Schallplatte - Kanada - 2009: für die Single Shake It |

Anmerkung: Auszeichnungen in Ländern aus den Charttabellen bzw. Chartboxen sind in ebendiesen zu finden.
| Land/RegionAuszeichnungen für Musikverkäufe (Land/Region, Auszeichnungen, Verkäufe, Quellen) | Gold     | Platin     | Verkäufe  | Quellen               |
| -------------------------------------------------------------------------------------------- | -------- | ---------- | --------- | --------------------- |
| Australien (ARIA)                                                                            | —        | 2× Platin2 | 140.000   | aria.com.au           |
| Deutschland (BVMI)                                                                           | Gold1    | —          | 150.000   | musikindustrie.de     |
| Kanada (MC)                                                                                  | Gold1    | 4× Platin4 | 200.000   | musiccanada.com       |
| Neuseeland (RMNZ)                                                                            | 2× Gold2 | —          | 15.000    | radioscope.net.nz NZ2 |
| Vereinigte Staaten (RIAA)                                                                    | 2× Gold2 | 2× Platin2 | 3.000.000 | riaa.com              |
| Vereinigtes Königreich (BPI)                                                                 | —        | Platin1    | 600.000   | bpi.co.uk             |
| Insgesamt                                                                                    | 6× Gold6 | 9× Platin9 |           |                       |

### Künstlerauszeichnungen
| Jahr | Verein                         | Kategorie                 | Ergebnis |
| ---- | ------------------------------ | ------------------------- | -------- |
| 2008 | Australian Kids’ Choice Awards | Favourite Song – Shake It | Gewonnen |